# احمد سیار
احمد بدر سیار (انگلیسی: Ahmed Sayyar؛ زادهٔ ۶ اکتبر ۱۹۹۳) یک بازیکن فوتبال اهل قطر است.